# Trachselwald
Trachselwald là một đô thị thuộc huyện Emmental, bang Bern, Thụy Sĩ. Đô thị này có diện tích 15,96  km², dân số thời điểm tháng 12 năm 2020 là 954 người.